# Chevrolet Series F
Chevrolet Series F 1917 року був американським автомобілем, виготовленим компанією Chevrolet до того, як вони стали підрозділом General Motors. Наступник серії H, мав подовжену колісну базу та інші вдосконалення, але зберіг той самий двигун. Наступного року його замінила серія FA у 1918 році, яка мала більший і потужніший двигун. Він продавався як більша альтернатива Chevrolet Series 490, а Model F була доступна за 800 доларів США (18 273 долари в доларах 2022 року) як родстер або туристичний седан. Оскільки Model F і Series 490 прямо конкурували з Ford Model T, продажі Chevrolet склали 110 839, з 57 692 Series 490 і 3493 Model F.